# Batalha de Samu
O incidente de Samu ou Batalha de Samu foi um grande ataque transfronteiriço em 13 de novembro de 1966 por militares israelenses na aldeia de Samu, na Cisjordânia, controlada pela Jordânia, em resposta a um ataque com minas terrestres da al-Fatah dois dias antes, perto da fronteira com a Cisjordânia, que matou três soldados israelenses em uma patrulha de fronteira. Supostamente se originou do território jordaniano. Foi a maior operação militar israelense desde a Crise de Suez de 1956 e é considerada um fator que contribuiu para a eclosão da Guerra dos Seis Dias em 1967.  Desde 1965, a Jordânia tem uma campanha ativa para conter as atividades de sabotagem do Fatah. O tratamento do incidente foi amplamente criticado nos círculos políticos e militares israelenses, e as Nações Unidas responderam com a Resolução 228 do Conselho de Segurança das Nações Unidas, censurando Israel por "violar a Carta das Nações Unidas e o Acordo Geral de Armistício".